# مسجد جامع بازار تهران
مسجد جامع بازار تهران یا مسجد جامع تهران، کهن‌سال‌ترین مسجد تهران است که قدیمی‌ترین شبستان آن بیش از هزار سال عمر دارد و به مسجد عتیق نیز معروف است.
این اثر در تاریخ ۱۹ آذر سال ۱۳۷۵ شمسی و با شماره ۱۷۹۳ در فهرست آثار ملی ایران ثبت گردیده‌است.

## موقعیت جغرافیایی
مسجد جامع بازار در ضلع جنوبی خیابان پانزده خرداد نرسیده به خیابان پامنار قرار دارد. نزدیکترین راه ارتباطی مسجد از خیابان پانزده خرداد و بازار مسجد جامع و کوچه نوروزخان و بازار آن می‌باشد که به علت وجود پله، پله نوروزخان نیز نامیده می‌شود. ادامه این مسیر منتهی می‌شود به در غربی مسجد جامع که روبروی مدرسه خان محمدیه قرار گرفته و در بزرگ و اصلی ورود به مسجد است و به دلیل وجود مسجد جامع در این مسیر، به بازار مسجد جامع نامیده شد.
از طرف بازار آهنگران که بعد از پله نورزخان قرار دارد پس از چند پیچ و خم به کوچه مسجد جامع که به در شمال شرقی منتهی می‌گردد، می‌توان ادامه مسیر داد. از طرف جنوب شرقی نیز از سمت مدرسه و بازار صندوق سازها و چهل تن به دالان مسجد جامع و در آن دسترسی می‌باشد؛ بنابراین مسجد جامع دارای سه در ورودی غربی، شمال شرقی و جنوب شرقی است.

## قدمت
از تاریخ دقیق احداث این مسجد اطلاعات دقیقی در دست نیست، اما معماری بخش‌های مختلف آن حاکی از شکل‌گیری تدریجی این بنا در دوره‌های مختلف است. آثاری که در مسجد جامع وجود دارد و به ثبت ملی رسیده، به دوران آل بویه، صفویه و قاجار بازمی‌گردد و با توجه به برگزیده شدن تهران به عنوان پایتخت، بنای مسجد جامع تجدید و توسعه یافته‌است از این رو اثری قدیمی‌تر از قرن سیزدهم هجری قمری در این مسجد به چشم نمی‌خورد، هرچند ممکن است تاریخ بنای این مسجد قبل از قرون یاد شده باشد.
احمد مسجد جامعی معتقد است سابقهٔ بعضی از قسمت‌های بنای فعلی مسجد، به دوران آل بویه می‌رسد و نزدیک به هزار سال عمر دارد.
قدیمی‌ترین سند موجود در این رابطه نقشه اگوست کرشیش، از مدرسان دارالفنون است که در سال ۱۲۷۵ هجری قمری از تهران تهیه شده است. در نقشه مذکور بنای مسجد جامع تقریباً به همین صورت فعلی آمده است و می‌توان نتیجه گرفت که ۱۳۰ سال پیش [۱۵۸ سال فعلی] همة شبستان‌های فعلی ساخته شده بودند.

## شبستان ها
مسجد جامع با مساحتی حدود ۴۵۰۰ متر مربع و زیربنایی با مجموع حدود ۲۰ هزار متر مربع دارای حیاطی در حدود ۹۰۰ متر مربع و دارای حوض، سقاخانه و هفت شبستان است که هرکدام به عنوان مساجدی مجزا، ولی داخل یک بافت قرار گرفته و در زبان عموم گاه از آن به عنوان شبستان و گاه به عنوان مسجد نام برده می‌شود که اسامی و جغرافیای آنها به قرار زیر است:
1. مسجد آیت‌الله محمدعلی شاه‌آبادی در ضلع جنوبی بافت مسجد جامع، به آن شبستان رفیعی قزوینی آیت‌الله سید ابوالحسن رفیعی قزوینی بهاره و عتیق نیز می‌گویند.
2. مسجد زیر گنبد در ضلع جنوبی بافت مسجد جامع، به آن شبستان بزرگ، تابستانی و عتیق نیز می‌گویند.
3. مسجد گرمخانه در ضلع جنوبی بافت مسجد جامع، به آن شبستان آیت‌الله شیخ غلامحسین جعفری نیز می‌گویند.
4. مسجد چهلستون در ضلع شرقی بافت مسجد جامع.
5. مسجد زیرزمین در ضلع شرقی بافت مسجد جامع.
6. مسجد آیت‌الله استرآبادی در ضلع شمالی بافت مسجد جامع.
7. مسجد کوچک در ضلع جنوبی در خارج از بافت مسجد جامع پس از عبور از دالان مسجد جامع و بعد از آبریزگاه مسجد.

به سه مورد اول مسجد جامع عتیق نیز می‌گویند؛

## تولیت، مدیریت و ائمه جماعت

### ائمه جماعت[۵]
- میرزای قمی (امام جماعت مسجد زیرگنبد در سلطنت قاجار)
- آقا جمال (امام جماعت مسجد عتیق قبل از سلطنت ناصرالدین شاه)
- سبط شیرازی (امام جماعت مسجد زیرگنبد در سلطنت ناصرالدین شاه)
- میرزا زین‌العابدین (امام جماعت مسجد عتیق در عصر ناصرالدین شاه)
- جعفر سلطان العلما (امام جماعت مسجد گرمخانه در عصر ناصرالدین شاه)
- سید ابوالقاسم طباطبایی یزدی (امام جماعت مسجد عتیق در عصر ناصرالدین شاه)
- میرزا مسیح مجتهد استرآبادی (اولین امام جماعت مسجد چهلستون در سال 1145)
- ابوالحسن تهرانی (امام جماعت مسجد چهلستون)
- غلامحسین جعفری (امام جماعت سابق مسجد گرمخانه در سال 1328
- نجفی جعفری(امام جماعت مسجد گرمخانه ۱۳۵۹ تا آخر بعد از ایشان مسجد گرمخانه استفاده نشد)
- سید محمد استرآبادی (اولین امام جماعت مسجد استرآبادی در دوره قاجار)
- محمدعلی شاه‌آبادی (امام جماعت مسجد عتیق از سال 1316 تا 1328)
- محمد شاه‌آبادی (امام جماعت مسجد عتیق پس از پدرش)
- سید حسن احمدی اصفهانی (امام جماعت مسجد عتیق)
- سید ابوالحسن قزوینی (امام جماعت مسجد عتیق در دوران پهلوی)
- سید محسن قزوینی (امام جماعت مسجد عتیق در دوران پهلوی تا انقلاب اسلامی)
- یحیی رسولی (امام جماعت مسجد گرمخانه پس از انقلاب اسلامی)
- حسن سعید تهرانی (امام جماعت سابق مسجد چهلستون پس از انقلاب اسلامی)
- مجتبی تهرانی (امام جماعت سابق مسجد زیرگنبد و زیرزمین)
- علیرضا تهرانی (امام جماعت مسجد زیرزمین)
- عبدالحسین تهرانی (امام جماعت فعلی مسجد زیرگنبد و سابق زیرزمین)
- محمود سعید تهرانی (امام جماعت فعلی مسجد چهلستون)